# Зенкенбергский музей
Зенкенбергский музей (нем. Naturmuseum Senckenberg) — музей во Франкфурте-на-Майне, Германия, названный в честь врача и мецената Иоганна Зенкенберга.
Здание музея было построено в 1904—1907 годы за чертой города рядом с университетом, основанным в 1914 году. Музей располагает большим собранием скелетов динозавров, в коллекции представлены также находки из карьера Мессель. Интересны обширная коллекция птиц, собрание метеоритов и кристаллов.